# Bergenhuizen
Bergenhuizen (Limburgs: Bergenhoëze) is een hooggelegen gehucht ten noorden van het dorp Noorbeek in de gemeente Eijsden-Margraten in de Nederlandse provincie Limburg. Tot 31 december 2010 maakte het dorp deel uit van de gemeente Margraten.
Het gehucht telt ongeveer dertig boerderijen en woonhuizen en ligt hoog op een plateau. In de richting van Schey hangt aan een boom een kruisbeeld en verderop in een bosje staat een gietijzeren wegkruis.

## Geografie
Het gehucht ligt hoog op een heuvelrug dat onderdeel is van het Plateau van Margraten. Ten noordwesten van het gehucht ligt het droogdal Horstergrub en ten zuiden het Noordal, het beekdal van de Noor.

## Zie ook

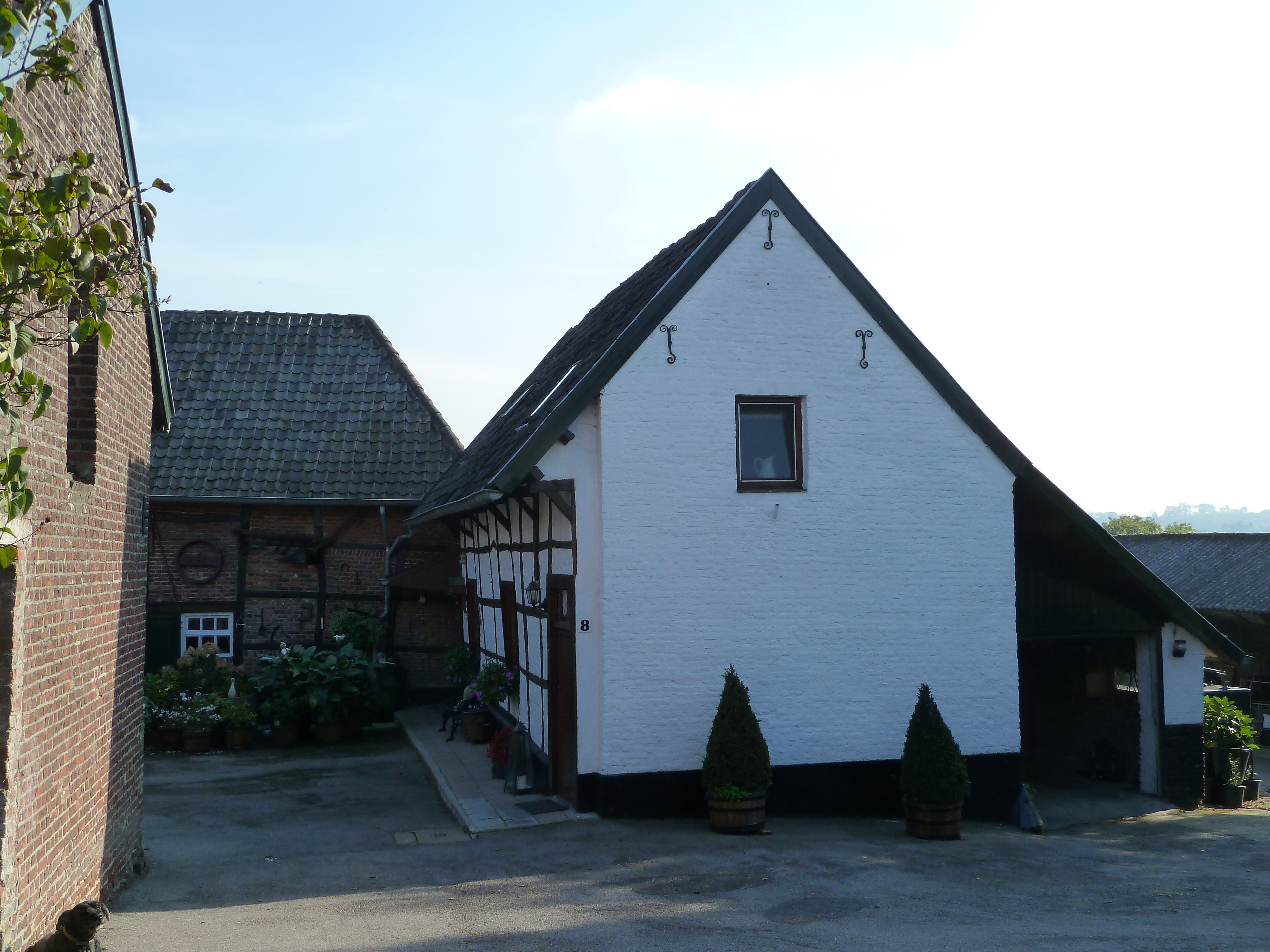
Vakwerkboerderij en rijksmonument
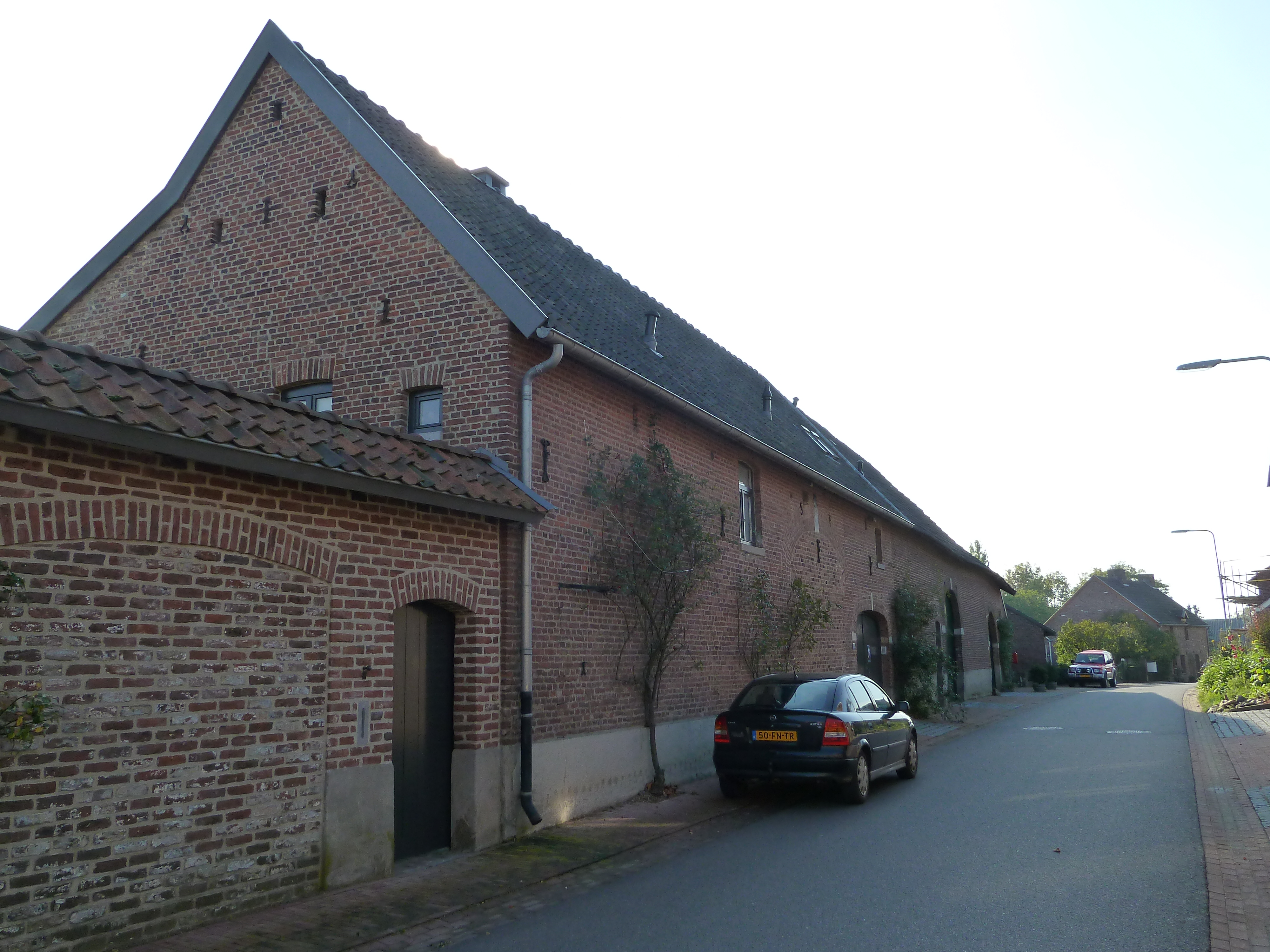
Boerderij en rijksmonument
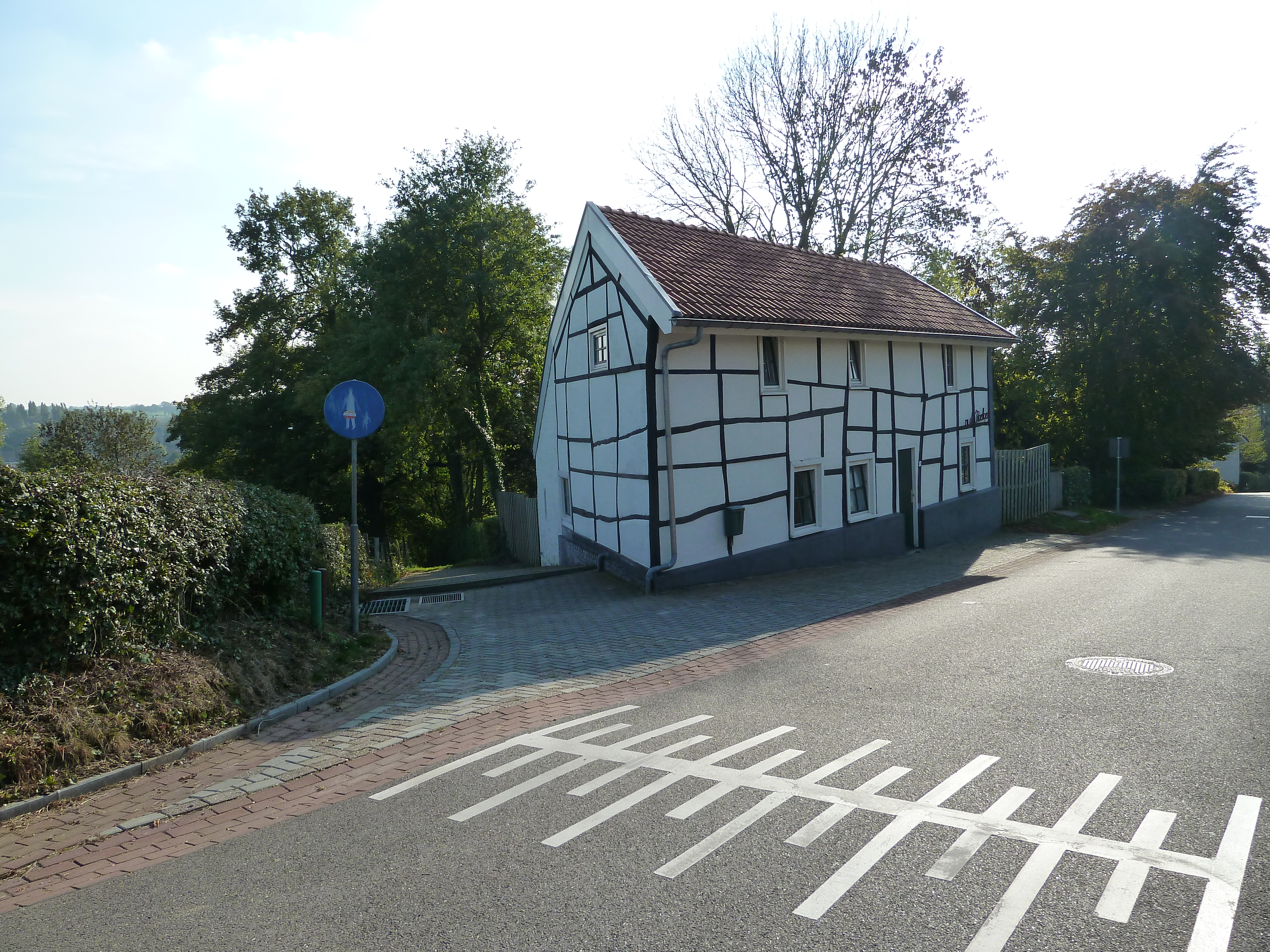
Vakwerkhuis
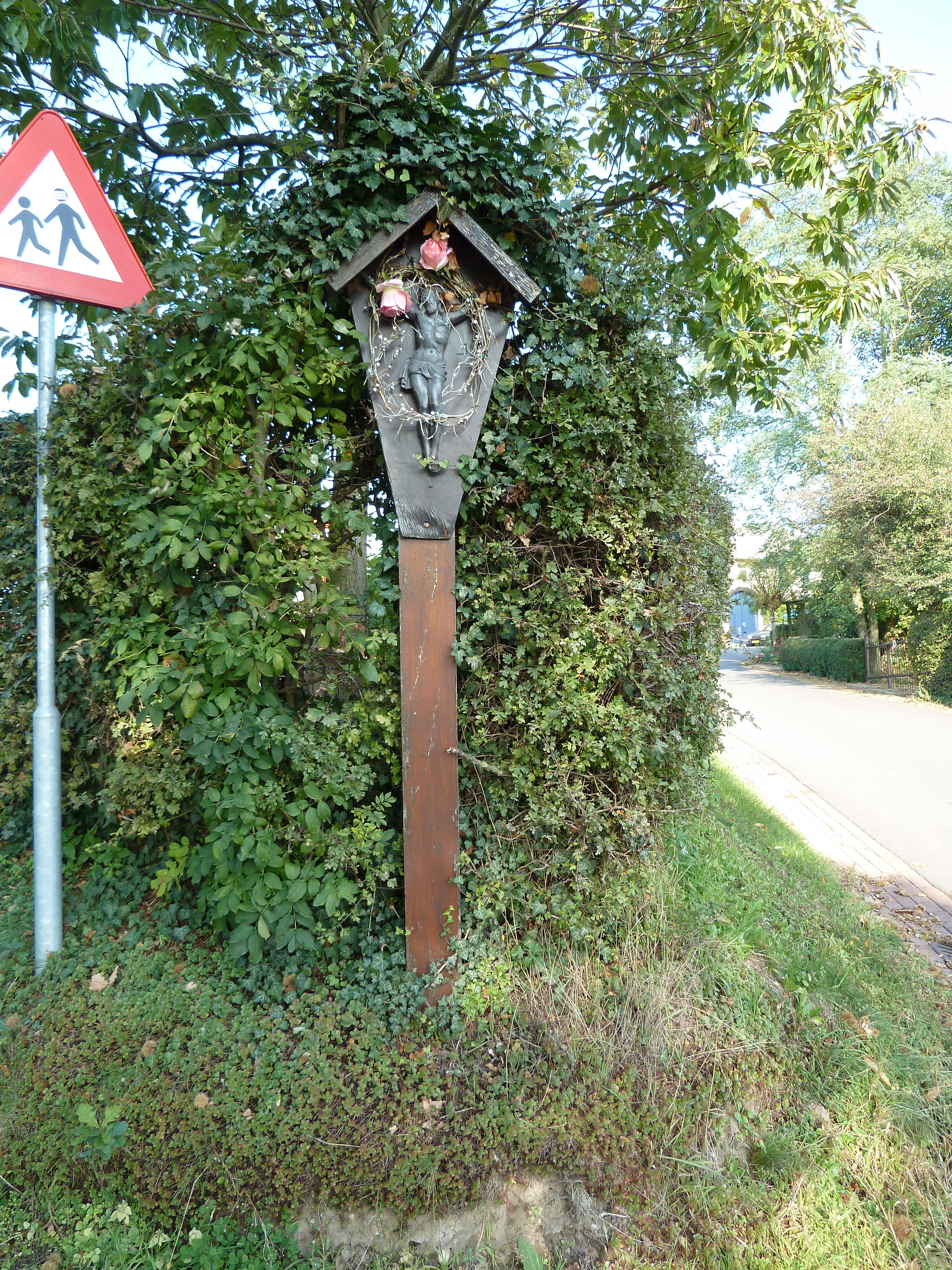
Wegkruis kruising Bergenhuizen-Papenweg